# Мот и бейли
Мот и бейли (на английски: Motte-and-bailey) е вид замък, намиращ се върху могила и обграден със защитна ограда (палисада). Множество такива се строят във Великобритания, Ирландия и Франция през XI и XII век, защото са евтини, но и ефективни укрепления, способни да отблъскват малобройна войска.
Мотът представлява най-често изкуствено издигната могила, на чийто връх се издига дървена или каменна конструкция. Пръстта за издигането на мота се взима от изкоп, образуван около мота или целия замък. Външната площ на могилата може да се покрие с глина или подсили с дървени подпори. От минали дни са останали единствено два замъка, съдържащи два мота - замък Луис и замък Линкълн. Повечето мотове имат по своите върхове дървени сгради, които могат да се строят от наличния наоколо материал без нужда от високо квалифицирани работници. Повечето подобни здания впоследствие се замеянт с каменни.
Бейлито е затворено пространство, по принцип оградено от дървена палисада. Използва се като място за пребиваване за слугите на благородника. Вътре в бейлито има и ковачница, мелница, конюшня и сгради за повечето важни занаяти по онова време. Един замък може да има повече от едно бейли - често срещани са вътрешно и външно, както в Уорик, където разрастването на замъка води до образуването на нова бейли посредством стена. Бейли обикновено е свързано към изкопа около мота, или заобиколено от друго дървена палисада и изкоп за допълнителна защита. Свърза се с мота посредством дървен подвижен мост, който може да се отдели от бейлито като последен защитен механизъм. Освен това в бейлито могат още да е видят параклис и магазини на местните търговци.
Замъците мот и бейли по-късно се развиват в нормандски замъци, които впоследствие се превръщат в още по-големите концентрични замъци.

## Примери
- Замък Ейник
- Замък Бедфорд
- Замък Бринклоу
- Замък Карисбрук
- Замък Молд
- Замък Нотингам
- Шато дьо Гисор
- Замък Оксфорд
- Замък Статфорд
- Замък Уорик
- Замък Уаркуърт
- Уиндзорски замък